# Zderzenie satelitów Iridium 33 i Kosmos 2251
Zderzenie satelitów Iridium 33 i Kosmos 2251 – pierwsze w historii bezpośrednie zderzenie dwóch sztucznych satelitów Ziemi, miało miejsce 10 lutego 2009. Do kolizji doszło między działającym amerykańskim Iridium 33 i nieczynnym rosyjskim wojskowym satelitą Kosmos 2251. Oba były satelitami telekomunikacyjnymi. Uległy całkowitemu zniszczeniu, a ich pozostałości stały się częścią kosmicznego śmietniska.
Zdarzenie miało miejsce o godzinie 16:56 UTC nad syberyjskim półwyspem Tajmyr, na wysokości 789 km. Wzajemna prędkość statków w momencie kolizji wynosiła około 11,6 km/s.

## Skutki zderzenia
Szacuje się, że jego skutkiem powstało ponad 600 różnej wielkości szczątków. Istnieje niewielkie prawdopodobieństwo, że niektóre z nich przetną trajektorię Międzynarodowej Stacji Kosmicznej. Większe zaś, że szczątki mogą zderzyć się z innymi obiektami na zbliżonych orbitach. Orbity o wysokościach około 800 km są bardzo często wykorzystywane przez satelity telemetryczne i łącznościowe. Zagrożenie wobec jednego ze swoich satelitów zgłosiły  Chiny.
Jurij Iwanow, rzecznik Ministerstwa Obrony Federacji Rosyjskiej, oskarżył stronę amerykańską (firma Iridium jest własnością rządu Stanów Zjednoczonych) o zaniedbanie i doprowadzenie do kolizji. Właściciel satelity Iridium poinformował o zderzeniu 11 lutego 2009, od razu zaznaczając, że incydent nie jest spowodowany żadnym błędem ani usterką satelity, ani jego obsługi.
Brak Iridium 33 w konstelacji mógł powodować chwilowe i ograniczone terytorialnie przerwy w świadczeniu usług telefonii satelitarnej. Zgodnie z zapowiedziami właściciela konstelacji, zastąpienie zniszczonego satelity nastąpiło 4 marca 2009.

## Satelity
Kosmos 2251 był nieczynnym rosyjskim wojskowym satelitą łącznościowym typu Strzała-2M, o masie ok. 950 kg. Wystrzelony został 16 czerwca 1993. Działał około 2 lata.
Iridium 33 był czynnym satelitą telefonii satelitarnej konstelacji Iridium. Jego masa własna wynosiła 566 kg. Wystrzelony został 14 września 1997 roku.

## Prędkość przy zderzeniu

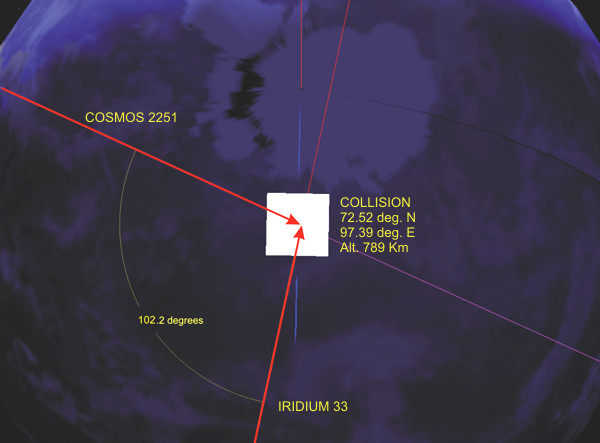
Miejsce zderzenia się satelitów zwizualizowane programem GPS v2.41

Wzajemną prędkość satelitów przy zderzeniu można obliczyć, znając ich prędkość orbitalną i kąt zderzenia. Dla wysokości 789 km średnia prędkość orbitalna obu statków wynosiła 26 857 km/h, co wynika ze wzoru {\displaystyle v={\sqrt {\frac {G\times M}{r}}}.}
Wzajemny kąt orbit obu satelitów wyznaczono za pomocą oprogramowania do śledzenia satelitów, GPS v2.41, z użyciem danych o orbitach pochodzących z danych NORAD. Kąt ten wyniósł 102,2°. Prędkość można obliczyć, używając formuły {\displaystyle V=2v\times \sin \left({\frac {\alpha }{2}}\right),} co daje 41 802 km/h, czyli 11,61 km/s.

## Podobne kolizje
Znane są inne przypadki kolizji satelitów, jednak były one intencjonalne lub zdarzały się w trakcie prób połączenia dwóch statków kosmicznych, np. między satelitami DART a MUBLCOM, czy trzy incydenty podczas dokowania statków do stacji kosmicznej Mir: Progress M-24, Progress M-34, Sojuz TM-17. W 1996 zaś satelita Cerise zderzył się z kosmicznym śmieciem.